# 多来特巴格乡
多来特巴格乡，是中华人民共和国新疆维吾尔自治区喀什地区喀什市下辖的一个乡镇级行政单位。

## 行政区划
多来特巴格乡下辖以下地区：
艾尔斯兰汗村、琼库勒贝希村、阿克亚贝希村、亚尔库勒贝希村、科瑞克贝希村、艾斯里库勒村、喀迪木加依村、巴格其村、吐鲁番库恰村、塔吾古孜村、央不拉克村、艾格日亚村、苏皮拉村、阿亚克苏扎克村、托喀依村、托万克霍依拉村、兰杆村和提勒苏扎克村。